# Söderstadion
Le Söderstadion (stade du Sud en suédois) est un stade situé dans le quartier Johanneshov à Stockholm en Suède.

## Histoire
Le stade ouvre ses portes en 1966 malgré le nombre important de stades situés dans cette partie de la ville. Le plus ancien stade de cette partie de la capitale suédoise est le Johanneshovs Idrottsplats. 
La capacité du stade peut varier selon les usages, pouvant aller d'une capacité de 15 000 à 16 197. Jusqu'en 1989, chaque hiver, on joue au bandy (hockey russe) dans ce stade, notamment la finale du championnat du monde en 1987.
Le record d'affluence, avec 15 626 spectateurs, est établi le 6 avril 2004 lors du match de football entre Hammarby, le club résident, et Malmö, qui est le premier match du championnat de Suède 2004 et qui se termine sur un match nul (0-0).
Hammarby y joue sa dernière rencontre le 23 juin 2013 contre Ängelholm (1-1), avant de déménager pour la Tele2 Arena (surnommée par les supporters « nouveau Söderstadion »), bâti à une centaine de mètres de là.